# Alexis Vastine
Alexis Vastine, född 17 november 1986 i Pont-Audemer i Eure, död 9 mars 2015 i La Rioja i Argentina, var en fransk boxare som tog OS-brons i lätt welterviktsboxning 2008 i Peking. Vastine tog även silver i amatör-EM i boxning 2010 i Moskva.
Vastine avled i en helikopterolycka i Argentina tillsammans med bland andra idrottarna Florence Arthaud och Camille Muffat. De var på väg för att medverka i ett TV-program tillsammans.

## Meriter

### Olympiska meriter

#### Olympiska sommarspelen 2008
- Huvudartikel: Boxning vid olympiska sommarspelen 2008

| Tävlande       | Viktklass       | Sextondelsfinal           | Åttondelsfinal        | Kvartsfinal          | Semifinal            | Final                |
| Tävlande       | Viktklass       | Motståndare Resultat      | Motståndare Resultat  | Motståndare Resultat | Motståndare Resultat | Motståndare Resultat |
| -------------- | --------------- | ------------------------- | --------------------- | -------------------- | -------------------- | -------------------- |
| Alexis Vastine | Lätt weltervikt | Kavaliauskas (LTU) W 13-2 | Saunders (RUS) W 11-7 | Erdene (MGL) W 12-4  | Díaz (DOM) · L 10-12 | Gick inte vidare     |